# Friedrich Techen
Christoph Johann Friedrich Techen (* 12. Juni 1859 in Wismar; † 30. März 1936 in Wandsbek) war ein deutscher Historiker.

## Biografie
Friedrich Techen wurde als ältester Sohn des Wismarer Buchbindermeisters (Johann Heinrich) Georg Techen (1816–1899) und Enkel des nach Wismar zugewanderten Buchbinders Johann Friedrich Techen (1774–1865) geboren. Er besuchte von 1867 bis 1879 die Große Stadtschule Wismar, bestand Ostern 1879 das Abitur und leistete anschließend seinen Militärdienst als Einjährig-Freiwilliger in seiner Heimatstadt Wismar ab. Er studierte anschließend an der Universität Tübingen, der Universität München, der Universität Leipzig und der Universität Göttingen alte Sprachen, Geschichte und Germanistik. Er wurde Mitglied des Philologisch-Historischen Vereins Göttingen im Naumburger Kartellverband. 1886 wurde er in Göttingen mit einer Dissertation zum Thema Die Lieder des Herrn Jacob von Warte promoviert und absolvierte die Staatsprüfung für das Lehramt an höheren Schulen. Nur kurzzeitig war er als Lehrer in Schwerin und Doberan tätig, um seine zu leistende Schuldienstzeit zu erbringen. 1889 wurde er durch den Wismarer Historiker Dr. med. Friedrich Crull in das Ratsarchiv der Stadt Wismar eingeführt. Als Crull mit 80 Jahren 1902 seine Arbeit im Ratsarchiv beendete, wurde Techen sein Nachfolger. Von 1905 bis 1930 war Techen erster hauptamtlicher Archivar im Wismarer Ratsarchiv.
Große Verdienste erwarb er sich durch die Ordnung, Verzeichnung und intensive Auswertung des Ratsarchivs. Die von ihm angelegte Zettelkartei war Grundlage seiner zahlreichen Veröffentlichungen vor allem zur Wismarer, mecklenburgischen und Hansegeschichte, und ist bis heute ein wichtiges Arbeitsmittel im Stadtarchiv Wismar geblieben.

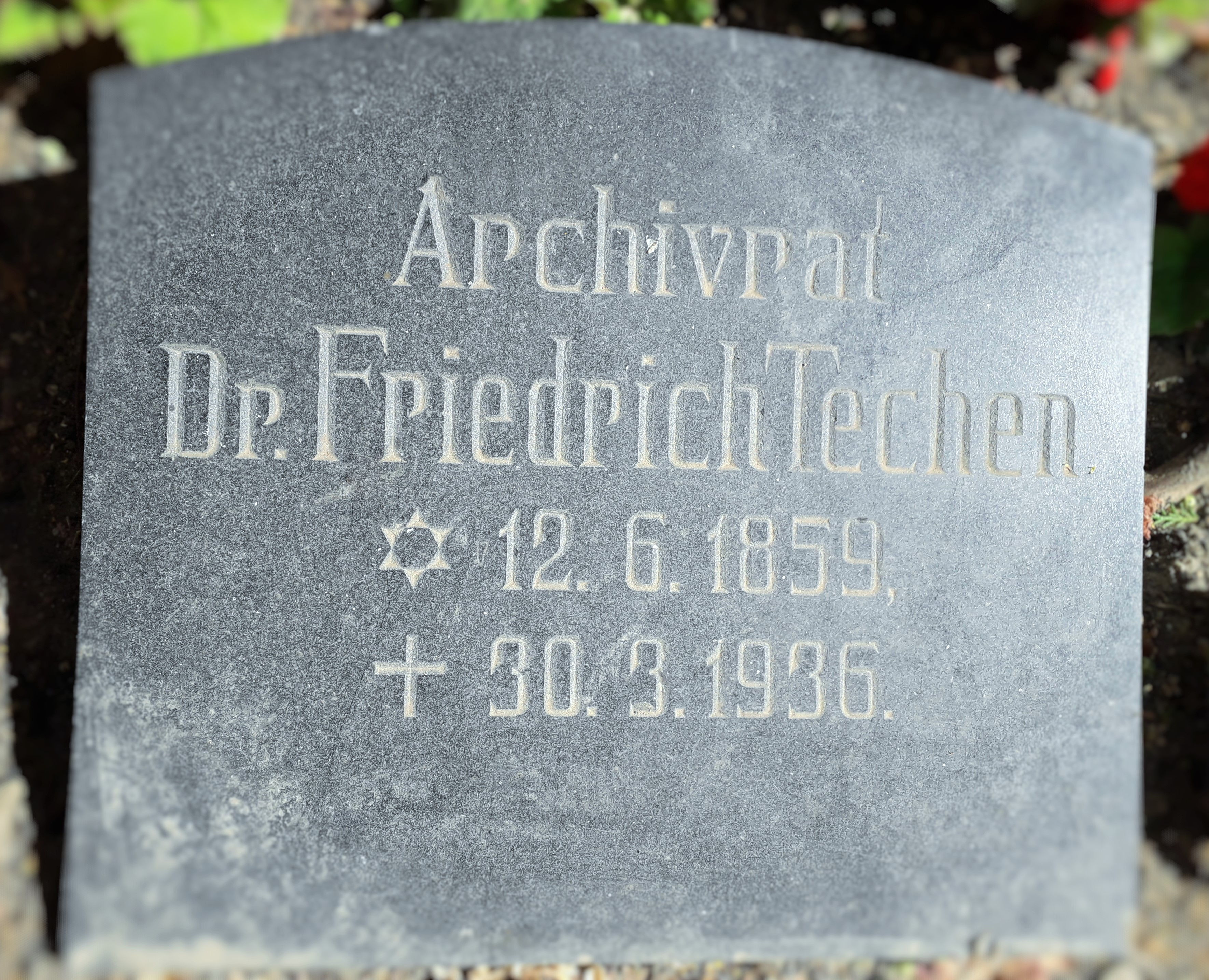
Grabplatte von Friedrich Techen auf dem Friedhof Wismar

Er erarbeitete sowohl die Sachregister zu den Bänden 13 bis 16 und 19 bis 22 des Mecklenburgischen Urkundenbuchs als auch die Wort- und Sachregister zu den Bänden 1 bis 11 des Urkundenbuchs der Stadt Lübeck und wirkte am Band 2 des von Friedrich Schlie herausgegebenen Inventarwerks Die Kunst- und Geschichtsdenkmäler des Großherzogthums Mecklenburg-Schwerin (1898) mit. Weiterhin gab Techen den 8. (1910) und 9. Band (1913) der III. Abteilung der Hanserezesse heraus. Über 70 Veröffentlichungen hat er allein zur Geschichte Wismars veröffentlicht. Den Höhepunkt seiner Forschungen zur Wismarer Geschichte stellt seine 1929 aus Anlass der 700-Jahr-Feier Wismars veröffentlichte Geschichte der Seestadt Wismar dar, die noch 1993 unverändert nachgedruckt wurde.
1920 wurde Techen in den Vorstand des Hansischen Geschichtsvereins berufen, 1927 verlieh ihm der Rat der Stadt Wismar den Titel Archivrat. Techen war korrespondierendes Mitglied der Gesellschaft der Wissenschaften zu Göttingen sowie Ehrenmitglied des Vereins für mecklenburgische Geschichte und Altertumskunde und des Vereins für Lübeckische Geschichte. Techen wurde auf dem Friedhof Wismar beigesetzt, wo eine Info-Stele an ihn erinnert.
Seine Bibliothek wurde 1936 in Hamburg versteigert.

## Werke (Auswahl)
- Die Lieder des Herrn Jacob von Warte. Dieterich, Göttingen 1886 (Göttingen, Phil. Diss., 1886).
- Die Bürgersprachen der Stadt Wismar. Duncker & Humblot, Leipzig 1906 (Hansische Geschichtsquellen; N.F.; 3) (Digitalisat).
- Die Chroniken des Klosters Ribnitz. Bärensprung, Schwerin 1909 (Mecklenburgische Geschichtsquellen; 1) (Digitalisat).
- Wismar im Mittelalter. Duncker & Humblot, Leipzig 1910 (Pfingstblätter des Hansischen Geschichtsvereins; 6) (Digitalisat).
- Das älteste Wismarsche Stadtbuch: von etwa 1250 bis 1272. Hinstorff, Wismar 1912 (Digitalisat).
- Das Brauwerk in Wismar. In: Hansische Geschichtsblätter. Duncker & Humblot, München und Leipzig 1915 (Digitalisat)
- Abriß der Geschichte Wismars bis zur Revolution. Eberhardt, Wismar 1922.
- Geschichte der Seestadt Wismar. Stadt Wismar, Wismar 1929 (Digitalisat) [Nachdr.: Stock und Stein, Schwerin 1993, ISBN 3-910179-21-5].

Ein Schriftenverzeichnis ist in einem Nachruf von Hugo Lübetz verfügbar.

## Ehrungen
1938 erhielt eine Straße in Wismar zwischen Philipp-Müller-Straße und Am Köppernitztal den Namen Friedrich-Techen-Straße.